# サンギェパル
サンギェパル（Sangs rgyas dpal、1267年 - 1314年）は、チベット仏教サキャ派の仏教僧。大元ウルスにおける7代目の帝師を務めた。サンギェペル、サンギェーパルとも。
漢文史料の『元史』では相家班（xiāngjiābān）と表記される。

## 概要
『フゥラン・テプテル』によると、サンギェパルはサキャ派の分派の一つのカンサルパのタクギェルの息子で、先々代帝師タクパ・オーセルの弟であったという。ただし、『元史』は「タクパ・オーセルの甥」であったと記し、『フゥラン・テプテル』より後に編纂されたチベット語史料でも同様の記述が見られることから、実際には「タクパ・オーセルの甥」とするのが正しいのではないかとする説もある。
一方、『元史』成宗本紀や釈老伝によると6代目帝師のジャムヤン・リンチェン・ギェンツェン（輦真監蔵）の没後、ドルジパル（都家班）なる人物が大徳9年（1305年）に帝師となり、ドルジパルが皇慶2年（1313年）に亡くなった後にサンギェパル（相児加思巴）が帝師となったと記す。しかし、『フゥラン・テプテル』はドルジパル（都家班）について全く言及しない上、サンギェパルが大徳11年（1307年）7月19日に帝師として発行した文書が現存していることから、「ドルジパル（都家班）」は『元史』の編纂者の誤解により生み出された実在しない人物と推測されている。
『フゥラン・テプテル』はサンギェパルがオルジェイトゥ（Ol ja du＝成宗テムル）・クルク（Gulug＝武宗カイシャン）・ブヤント（Bu yan＝仁宗アユルバルワダ）の3皇帝に仕えたと記しており、『元史』の「都家班」と「相児加思巴」を同一人物と見た場合、在位年は成宗の大徳9年（1305年）から仁宗の皇慶2年（1313年）までとなり、チベット語史料と合致する。『元史』釈老伝はサンギェパルが「延祐元年（1314年）に亡くなった」とし、『フゥラン・テプテル』は「48歳で朝廷において逝去された」と記す。
サンギェパルの死後、初代帝師パクパの甥の子にあたるクンガ・ロドゥ・ギェンツェン・パルサンポが帝師となった。第4代帝師のイェシェー・リンチェン以後、サキャ派の分派であるシャル（Shar/東）とカンサルパから交互に帝師が輩出されていたが、クンガ・ロドゥ・ギェンツェン・パルサンポに至って正系のコン氏が帝師の地位を回復するようになった。